# Joe Oliver (Politiker)

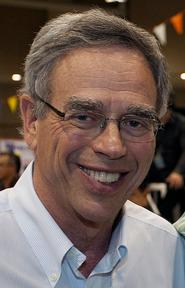
Joe Oliver

Joe Oliver PC (* 20. Mai 1940 in Montreal, Quebec) war ein Politiker der Konservativen Partei Kanadas, der zwischen 2011 und 2014 Minister für natürliche Ressourcen und von 2014 bis 2015 Finanzminister im 28. kanadischen Kabinett von Premierminister Stephen Harper war.

## Leben

### Studium und Investmentbanker
Oliver absolvierte nach dem Schulbesuch zunächst ein grundständiges Studium an der McGill University, das er mit einem Bachelor of Arts (B.A.) abschloss. Ein darauf folgendes dortiges Studium der Rechtswissenschaften beendete er mit einem Bachelor of Civil Law (B.C.L.) und nahm nach seiner anwaltlichen Zulassung in Quebec eine Tätigkeit als Rechtsanwalt auf. Ein postgraduales Studium im Fach Management an der Harvard Business School schloss er mit einem Master of Business Administration (M.B.A.) ab.
Danach begann Oliver eine berufliche Tätigkeit bei der Investmentbank Merrill Lynch, ehe er nach einigen leitenden Funktionen bei anderen Investmentbanken geschäftsführender Direktor der Ontario Securities Commission wurde, der Aufsichtsbehörde für Wertpapierhandel von Ontario. Anschließend wurde er Präsident und Chief Executive Officer (CEO) der Kanadischen Vereinigung der Investmentgesellschaften und spielte auch eine maßgebliche Rolle als Vorsitzender der Beratungskomitees des Internationalen Rates der Vereinigungen für Wertpapierhandel sowie als Vorsitzender des Beratungskomitees der Internationalen Organisation der Aufsichtsbehörden für Wertpapierhandel.

### Unterhausabgeordneter und Bundesminister
Nach seinem Ausscheiden aus dem Berufsleben begann Oliver seine politische Laufbahn, als er für die Konservative Partei bei der Wahl vom 14. Oktober 2008 im Wahlkreis Eglinton-Lawrence in Ontario für ein Mandat im Unterhaus kandidierte, bei der er allerdings eine Wahlniederlage erlitt. Bei der darauf folgenden Wahl vom 2. Mai 2011 wurde er in diesem Wahlkreis zum Unterhausabgeordneten gewählt.
Knapp zwei Wochen nach der Wahl wurde er am 18. Mai 2011 von Premierminister Stephen Harper als Minister in das 28. Kabinett Kanadas berufen und übernahm das Ministerium für natürliche Ressourcen.
Nach einer Regierungsumbildung wurde Oliver am 19. März 2014 Finanzminister im Kabinett Harper und damit Nachfolger von Jim Flaherty, der dieses Amt knapp acht Jahre lang bekleidete und einen Monat später am 10. April 2014 verstarb. Als Finanzminister war er zugleich Vize-Vorsitzender des Kabinettsausschusses für Prioritäten und Planung. Er übte das Amt des Finanzministers bis 2015 aus.